# Echinolaena oplismenoides
Echinolaena oplismenoides là một loài thực vật có hoa trong họ Hòa thảo. Loài này được (Munro ex Döll) Stieber mô tả khoa học đầu tiên năm 1987.